# Dominic Waters
Dominic Wayne Waters (Portland, 28 settembre 1986) è un cestista statunitense, di ruolo playmaker.

## Carriera
Il 6 ottobre 2016 viene ingaggiato dalla Pallacanestro Cantù, dopo l'inizio del campionato, a causa dell'infortunio di Zabian Dowdell, con un contratto a termine estendibile eventualmente fino alla fine della stagione. Tuttavia il 27 gennaio, a qualche settimana dalla scadenza del suo contratto, viene ingaggiato dall'Olympiakos per sostituire l'infortunato Daniel Hackett.